# Anatolij Herej
Anatolij Anatolijovyč Herej (in ucraino Анатолій Анатолійович Герей?; Užhorod, 31 marzo 1989) è uno schermidore ucraino.

## Palmarès
- Mondiali

Budapest 2013: argento nella spada a squadre.
Mosca 2015: oro nella spada a squadre.
Budapest 2019: argento nella spada a squadre.
- Europei

Legnano 2012: bronzo nella spada a squadre.
Zagabria 2013: bronzo nella spada a squadre.
Toruń 2016: bronzo nella spada a squadre.
Tbilisi 2017: argento nella spada a squadre.